# Богоявленське повстання
Богоявленське повстання — збройний виступ селян селища Богоявленське проти більшовицької влади у 1920 році. Організатори та командири: З. Р. Жадік, А. М. Таланов, Т. С. Дикасов. Закінчилося повстання поразкою селян, репресіями та реквізиціями.

## Передісторія
Селище Богоявленське (Вітовка, Богоявленськ, Жовтневе; з 1973 року — Корабельний район м. Миколаєва) — місцевість у Корабельному районі Миколаєва, за 12 км на південь від центра міста. Давнє поселення доби Великого князівства Литовського на лівому березі Бузького лиману.

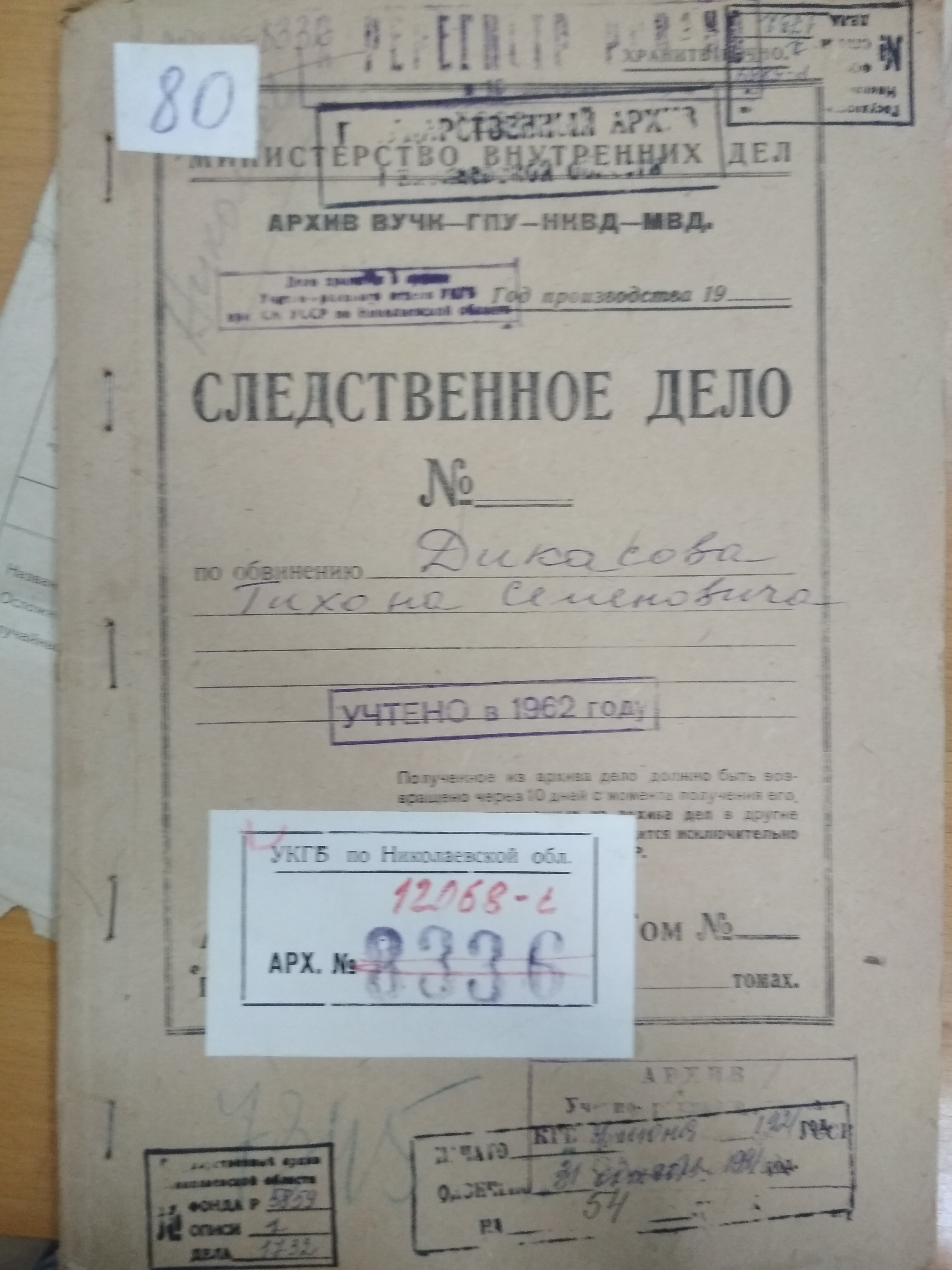
Обкладинка слідчої справи Дикасова Тихона Семеновича

З самих початків становлення більшовицького режиму в Україні основною метою нової влади було вилучення продовольчих ресурсів у місцевого населення. Одним з найперших рішень ревкому було проведення продрозверстки у Богоявленському. Таке рішення обурило селян, почалися заклики до повстання. Тож місцева більшовицька влада вирішила діяти на упередження. Щоб уникнути повстання, 26 квітня 1920 року ГПУ взяло у заручники десяток членів родин активних учасників антибільшовицької агітації та відправили їх до Миколаївської в'язниці. Жорсткі дії більшовиків щодо селян прискорили повстання — реакція селян була миттєвою.

## Перший бій
Наступного дня (27 квітня), щоб визволити заручників, загін повсталих богоявленців на тачанках почав наступ на Миколаїв. Повстанський загін вступив у бій з більшовиками, бій тривав до пізнього вечора. Не в змозі зупинити просування повстанців, вранці 28 квітня проти селянського загону більшовики вислали бронепотяг із загоном червоноармійців під командуванням А. Г. Сидорова. Бронепотяг рушив з Миколаєва, зупинився на станції Кульбакине і почав обстріл селища Богоявленського з гармат. Лише після варварського обстрілу селянських хат, коли селяни кинулися до своїх будинків рятувати своїх дітей, більшовикам вдалося зупинити наступ. Внаслідок гарматного обстрілу були численні жертви серед мирного населення та руйнування . Повстання було жорстоко придушене, а селяни пограбовані. Розверстку було виконано на 100 %. Окрім того, були обкладені продрозверсткою рибалки і власники усіх млинів Богоявленська, а також усі сади були конфісковані у власників. Про масштаби повстання можна судити за кількістю вилученої у повстанців зброї — це майже дві сотні рушниць та револьверів. Крім заможних селян у повстанні брали участь як середняки, так і незаможні селяни.

## Перебіг подій
Вже 20 червня 1920 року у Богоявленському спалахнуло нове повстання, яке охопило не лише Богоявленське, але й Богоявленську, Вавіловську та Кисляківську волості (с. Кисляківка, тепер — с. Лимани Вітовського району). Партизанський загін у складі тридцяти повстанців, озброєних гвинтівками, револьверами та бомбами, захопив виконком. Повстанці заарештували волосного комісара Соколова, члена ревкому с. Могилевця та інших. Повсталі вдарили на сполох, скликали загальний сільський схід і закликали до повстання. Лише у Богоявленському до загону приєдналися шістдесят осіб, загоном повстанців керував колишній офіцер А. М. Таланов. До повсталих приєдналися селяни з села Станіслав, Олександрівки, Кисляківки та ближніх хуторів.
Вже наступного дня на придушення повстання були кинуті частини Херсонської групи військ Червоної армії, моряки Усть-Дніпровської флотилії та загони міліції. Врешті і друге повстання селян було жорстоко придушене. Знову почалися розстріли та масові арешти мешканців Богоявленського, з домашніх господарств повсталих конфісковано 20 000 пудів хліба. Згодом заарештовано ще 18 селян і також конфісковано 10 000 пудів зерна. Та попри репресії більшовикам не вдалося цілковито знищити повстанців, частина загону змогла вирватись з оточення.
Невдовзі з уцілілих повстанців З. Р. Жадік створив новий загін, котрим командував колишній прапорщик 58 піхотного празького полку, (за часів тимчасового уряду підвищений до звання підпоручника), повний Георгієвський кавалер Тихон Дикасов. Новостворений загін ще більше року вів партизанську боротьбу проти більшовицької влади на Миколаївщині та Херсонщині. Повстанці активно використовували таємні катакомби та давні тунелі під Богоявленським, знання місцевості часто допомагало уникати погоні. За розповідями старожилів, в одному з дворів на розі сучасної вул. Торгової та просп. Богоявленського стояв хлів із в'їздом у підземелля. Тачанка в'їжджала в тунель і виїжджала біля річки, аж за півтора кілометра від двору. Взимку загін разом з кіньми переховувався у Миколаєві . Люди чинили опір червоним продзагонам як могли, захищали свій хліб на насіння майбутнього врожаю. Були численні жертви. Подальша доля більшості організаторів та учасників повстання наразі невідома. Тихон Дикасов був арештований і ув'язнений у 1930 році, але за відсутності доказів через місяць був відпущений. Вдруге Т. С. Дикасов арештований та ув'язнений у 1938 році, звинувачений в участі у контрреволюційній спілці колишніх офіцерів та розстріляний. (Фото 1 .)

## Наслідки повстання
Влада вдавалася до репресивних заходів, за селянами встановлюється цілковитий контроль, щоб запобігти новим повстанням у Богоявленському та його околицях. З цією метою у селищі більшовики розмістили дивізію Червоної армії. Крім 52-ї дивізії, у Богоявленську розташувалися частини 465-го стрілецького полку 155-ї стрілецької бригади. Читаємо архівні документи того часу: 4 серпня 1920 року Богоявленський волкомітет ухвалив постанови:  
|  | Створити комісію з м’ясної розверстки на чолі з Андреєвим І. І. |

 На черговому пленарному засіданні ради 27 липня 1920 року ухвалено ряд постанов: 
|  | Надати допомогу Червоній армії, викосивши 40 десятин сіна в Кисляківській волості, мобілізувати для цього 30 жниварок і до них робітників. |

 Реквізиції, «розкуркулення», конфіскація коней і возів для потреб Червоної армії остаточно підірвали господарський потенціал села. Богоявленський виконком 9 вересня 1920 р. створив три комісії з виконання продрозверстки, до комісії увійшло 9 осіб, очолювали комісії члени виконкому П. В. Чмирков, В. А. Нікітін, І. С. Римбалович. Так, з 1 по 7 листопада продрозверстку у Богоявленському було виконано лише на 44,46 %, з 23 по 30 грудня — на 66,16 %. Читаємо протокол повітової ради від 26 березня 1921 року: 
|  | Робота серед жінок слабка, комсомол працює задовільно. Для охорони селян, що виїжджають у степ для роботи, командир 52-ї дивізії наказав виділити три загони в кількості 25 бійців на весь період весняної посівної кампанії. Перший загін розмістили на Орлових хуторах, біля Яблуновського, другий — на Григорівці, третій — на хуторі Андрієвських. Розквартирувати загони на Пузирях. |

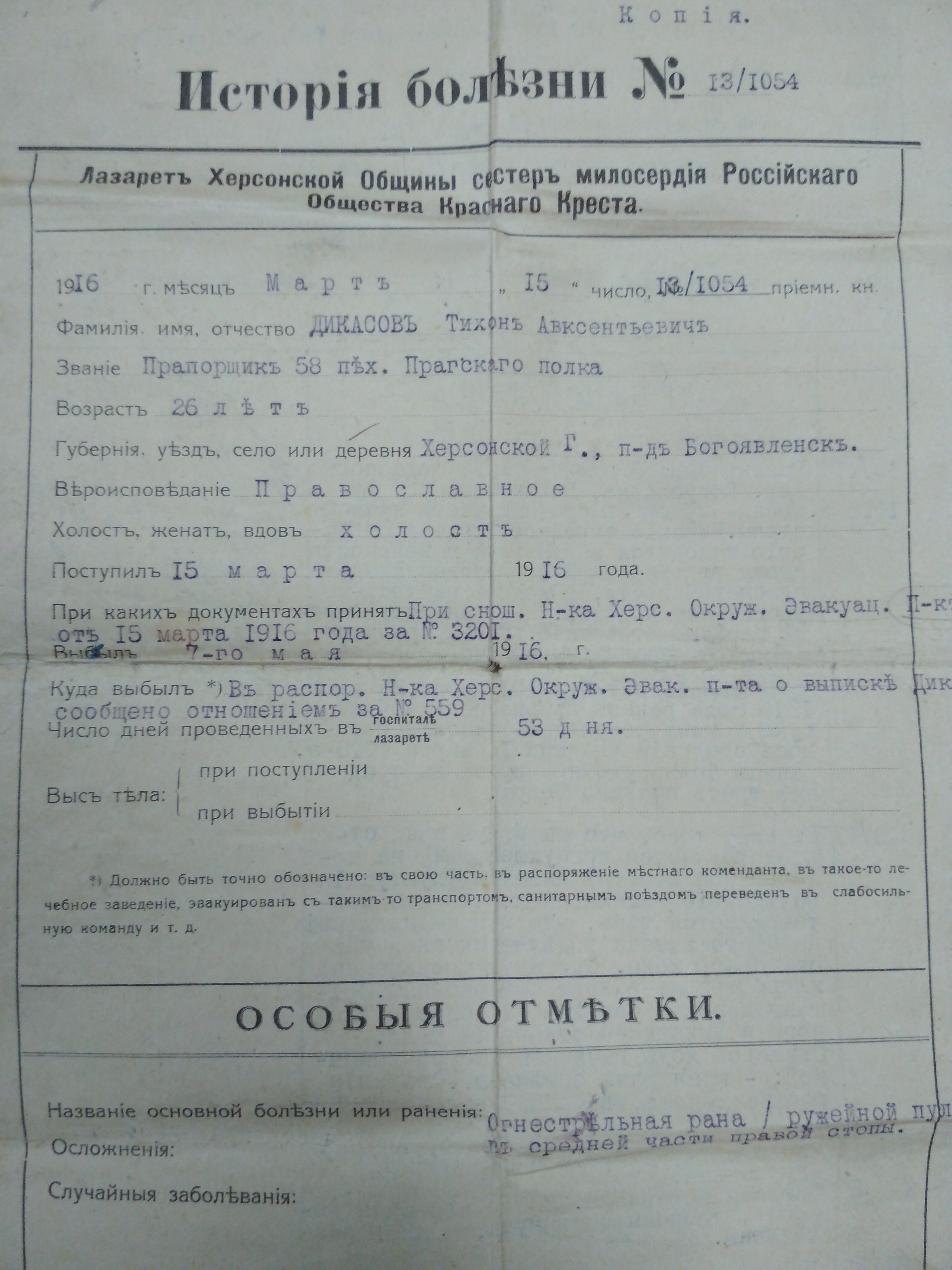
Копія історії хвороби Дикасова Т.С. (1916 р).

Результат не змусив себе довго чекати. 1921 року розпочався голод, селяни не мали чим засіяти поля. Лише за офіційними підрахунками голод забрав понад 2000 життів селян. Якщо взяти до уваги, що у селищі мешкало 10460 осіб, то 2000 померлих від голоду складало п’яту частину населення. Радянська влада, котра пограбувала восени селян — власне прирекла їх на голодну смерть. Сотні голодних Богоявленських сиріт були відправлені до дитбудинків. За даними перепису 1926 року, в Богоявленську мешкало 7177 осіб, з них українців — 7038, росіян — 95, поляків — 2, євреїв — 20, білорусів — 15, молдаван — 2. Як бачимо, за п’ять років населення Богоявленська зменшилося на 3343 особи. Богоявленськ в перші роки колективізації був найгіршим пунктом у районі з колективізації. Навіть через вісім років (за даними на 15 жовтня 1929 р.) з 1559 селянських господарств Богоявленського лише 85 входили до колгоспу.

## Висновки
Люди категорично не хотіли вступати в колгоспи. Але йшла агітація, тиск, залякування, репресії і поступово всі товариства спільної обробки землі — артілі, почали вливатися у колгоспи. Усуспільнивши селянські господарства, держава отримала повний контроль над продовольчими ресурсами, що дозволило комуністичній владі врешті організувати Голодомор — геноцид 1932—1933 рр. 